# Damköhler-Zahl
Die Damköhler-Zahlen ({\displaystyle Da}) (entwickelt von Gerhard Damköhler, 1908–1944) sind dimensionslose Kennzahlen der chemischen Reaktionstechnik. Bekannt sind vier verschiedene Damköhler-Zahlen ({\displaystyle Da_{I}}, {\displaystyle Da_{II}}, {\displaystyle Da_{III}}, {\displaystyle Da_{IV}}), die als Damköhler-Zahl n-ter Ordnung bekannt sind, sowie eine turbulente Damköhler-Zahl ({\displaystyle Da_{t}}).

## Damköhler-Zahl erster Ordnung
Die Damköhler-Zahl erster Ordnung {\displaystyle Da_{I}} beschreibt das Verhältnis der Geschwindigkeitskonstanten der Reaktion zur Geschwindigkeitskonstanten des konvektiven Stofftransports:
{\displaystyle Da_{I}={\frac {k_{\text{reakt}}}{k_{\text{konvekt}}}}=k\cdot \tau \cdot c_{0}^{n-1}={\frac {k\cdot L\cdot c_{0}^{n-1}}{w}}},
mit
- {\displaystyle k} = Geschwindigkeitskonstante
- {\displaystyle \tau } = Verweilzeit bzw. Reaktionszeit
- {\displaystyle c_{0}} = Anfangskonzentration
- {\displaystyle n} = Reaktionsordnung
- {\displaystyle L} = charakteristische Länge
- {\displaystyle w} = Strömungsgeschwindigkeit.

Für die Beschreibung diskontinuierlicher Reaktoren ersetzt man die Verweilzeit {\displaystyle \tau } durch die Reaktionszeit {\displaystyle t_{r}}. Somit erhält man in deutlich übersichtlicherer Darstellung die dimensionslose Massenbilanz des idealen Rührkesselreaktors.

## Damköhler-Zahl zweiter Ordnung
Die Damköhler-Zahl zweiter Ordnung {\displaystyle Da_{II}} findet sich bei der Beschreibung innerer Stofftransportvorgänge (Porendiffusion) an Grenzflächen, z. B. an Katalysatorkugeln. Sie ist definiert als Verhältnis der Reaktionsgeschwindigkeit zur Diffusionsgeschwindigkeit:
{\displaystyle Da_{II}={\frac {k\cdot L^{2}\cdot c^{n-1}}{D}}={\frac {k\cdot c^{n-1}}{k_{L}\cdot a}}}
mit
- {\displaystyle k_{L}} = volumenbezogener Stoffübergangskoeffizient
- a = spezifische Austauschfläche.

{\displaystyle Da_{II}} kann als Verhältnis der Reaktionsgeschwindigkeit zu Oberflächenbedingungen zu der Diffusionsgeschwindigkeit durch die äußere Oberfläche des Katalysatorpellets gesehen werden.

## Damköhler-Zahl dritter Ordnung und vierter Ordnung
Die Damköhler-Zahl dritter Ordnung {\displaystyle Da_{III}} und die Damköhler-Zahl vierter Ordnung {\displaystyle Da_{IV}} werden zur Abschätzung von Betriebsbedingungen bei polytroper Betriebsweise von Reaktoren verwendet.

## Turbulente Damköhler-Zahl
Die turbulente Damköhler-Zahl {\displaystyle Da_{t}} (in der Verbrennungsforschung meist nur als {\displaystyle Da} bezeichnet) beschreibt das Verhältnis zwischen der makroskopischen Zeitskala einer turbulenten Strömung {\displaystyle \tau _{0}} und der Zeitskala einer chemischen Reaktion {\displaystyle \tau _{R}}:
{\displaystyle Da_{t}:={\frac {\tau _{0}}{\tau _{\text{R}}}}\approx {\frac {l_{0}\,v_{\text{R}}}{v'\,l_{\text{R}}}}}
{\displaystyle l} steht hierbei für die jeweilige Längenskala, wobei als makroskopische Längenskala meist eine integrale Längenskala gewählt wird. Diese dient als Maß für den Durchmesser der energiereichsten (und damit auch in der Regel der größten) Wirbel in der Strömung. Deren Umlaufgeschwindigkeit ist etwa gleich der Standardabweichung {\displaystyle v'} der Strömungsgeschwindigkeit. Als charakteristische Ausbreitungsgeschwindigkeit {\displaystyle v_{\text{R}}} für die chemischen Reaktionen dient in der Verbrennungsforschung meist die laminare Flammengeschwindigkeit {\displaystyle s_{\text{L}}}, also die Geschwindigkeit, mit der die Flammenfront im laminaren Fall propagiert: {\displaystyle v_{\text{R}}=s_{\text{L}}} Analog dazu ist es in Bezug auf Verbrennungsprozesse üblich, die Dicke der laminaren Flammenfront {\displaystyle l_{\text{L}}} als Reaktionslängenskala einzusetzen: {\displaystyle l_{\text{R}}=l_{\text{L}}} 
Anhand der turbulenten Damköhler-Zahl lassen sich Aussagen über die räumliche Struktur und das zeitliche Verhalten des Reaktionsgebiets in einer turbulenten reagierenden Strömung treffen.